# Ametastegia albipes
Ametastegia albipes är en stekelart som först beskrevs av Thomson 1871.  Ametastegia albipes ingår i släktet Ametastegia, och familjen bladsteklar. Arten är reproducerande i Sverige.